# Abyssocladia oxyasters
Abyssocladia oxyasters — вид губок родини Cladorhizidae. Описаний у 2020 році.

## Поширення
Глибоководний вид. Виявлений лише у каньйоні Нулларбор у Великій Австралійській затоці біля узбережжя Південної Австралії на глибині понад 3000 м.

## Опис
Тіло має вигляд плоскоопуклого диска на верхній поверхні з конічною нижньою поверхнею на витягнутому тонкому стеблі. Диск оточений випромінюючими нитками. Довжина стебла сягає до 140 мм. Тіло губки має діаметр 14 мм, а нижня половина тіла — це спрямований вниз конус висотою 6,5 мм. Нитки на голотипі мають довжину 12 мм, але на паратипі — лише 4,2 мм. Тіло губки помаранчеве з жовтуватим стеблом і безбарвними нитками. Після консервування в етанолі губка набуває світло-коричневого кольору.